# Nergårdshamn
Nergårdshamn est une localité du comté de Troms, en Norvège.

## Géographie
Administrativement, Nergårdshamn fait partie de la kommune de Bjarkøy.